# 18e étape du Tour de France 2002
Pour un article plus général, voir Tour de France 2002.
La 18e étape du Tour de France 2002 a eu lieu le 26 juillet 2002 entre Cluses et Bourg-en-Bresse sur une distance de 176,5 km. Elle a été remportée par le Norvégien Thor Hushovd (Crédit agricole). Il devance le Français Christophe Mengin (Fdjeux.com) et le Danois Jakob Piil (CSC-Tiscali). L'Américain Lance Armstrong (U.S. Postal Service) conserve la tête du classement général et le maillot jaune à l'issue de l'étape.

## Classement de l'étape
| \| Classement de l'étape \| Classement de l'étape \| Classement de l'étape \| Classement de l'étape \| Classement de l'étape \| \| Coureur \| Coureur \| Pays \| Équipe \| Temps \| \| --------------------- \| --------------------- \| --------------------- \| --------------------- \| --------------------- \| \| 1er \| Thor Hushovd \| Norvège \| Crédit Agricole \| 4 h 28 min 28 s \| \| 2e \| Christophe Mengin \| France \| Fdjeux.com \| + 0 s \| \| 3e \| Jakob Piil \| Danemark \| CSC-Tiscali \| + 2 s \| \| 4e \| Léon van Bon \| Pays-Bas \| Domo-Farm Frites \| + 33 s \| \| 5e \| Jörg Jaksche \| Allemagne \| ONCE-Eroski \| + 33 s \| \| 6e \| Nicki Sørensen \| Danemark \| CSC-Tiscali \| + 33 s \| \| 7e \| Gian Matteo Fagnini \| Italie \| Telekom \| + 40 s \| \| 8e \| Erik Dekker \| Pays-Bas \| Rabobank \| + 40 s \| \| 9e \| Thierry Loder \| France \| AG2R Prévoyance \| + 40 s \| \| 10e \| Nicola Loda \| Italie \| Fassa Bortolo \| + 40 s \| |                     |           |                  |                 |
| |                     |           |                  |                 |
| |                     |           |                  |                 |
| Classement de l'étape |                     |           |                  |                 |
| Coureur | Coureur             | Pays      | Équipe           | Temps           |
| 1er | Thor Hushovd        | Norvège   | Crédit Agricole  | 4 h 28 min 28 s |
| 2e | Christophe Mengin   | France    | Fdjeux.com       | + 0 s           |
| 3e | Jakob Piil          | Danemark  | CSC-Tiscali      | + 2 s           |
| 4e | Léon van Bon        | Pays-Bas  | Domo-Farm Frites | + 33 s          |
| 5e | Jörg Jaksche        | Allemagne | ONCE-Eroski      | + 33 s          |
| 6e | Nicki Sørensen      | Danemark  | CSC-Tiscali      | + 33 s          |
| 7e | Gian Matteo Fagnini | Italie    | Telekom          | + 40 s          |
| 8e | Erik Dekker         | Pays-Bas  | Rabobank         | + 40 s          |
| 9e | Thierry Loder       | France    | AG2R Prévoyance  | + 40 s          |
| 10e | Nicola Loda         | Italie    | Fassa Bortolo    | + 40 s          |

## Classement général
| \| Classement général \| Classement général \| Classement général \| Classement général \| Classement général \| \| Coureur \| Coureur \| Pays \| Équipe \| Temps \| \| ------------------ \| ------------------------- \| ------------------ \| ------------------ \| ------------------ \| \| 1er \| Lance Armstrong \| États-Unis \| US Postal Service \| DQ \| \| 2e \| Joseba Beloki \| Espagne \| ONCE-Eroski \| + 5 min 06 s \| \| 3e \| Raimondas Rumšas \| Lituanie \| Lampre-Daikin \| + 7 min 24 s \| \| 4e \| Santiago Botero \| Colombie \| Kelme-Costa Blanca \| + 10 min 59 s \| \| 5e \| José Azevedo \| Portugal \| ONCE-Eroski \| + 12 min 08 s \| \| 6e \| Igor González de Galdeano \| Espagne \| ONCE-Eroski \| + 12 min 12 s \| \| 7e \| Francisco Mancebo \| Espagne \| iBanesto.com \| + 12 min 28 s \| \| 8e \| Roberto Heras \| Espagne \| US Postal Service \| + 12 min 54 s \| \| 9e \| Levi Leipheimer \| États-Unis \| Rabobank \| + 13 min 58 s \| \| 10e \| Carlos Sastre \| Espagne \| CSC-Tiscali \| + 14 min 49 s \| |                           |            |                    |               |
| |                           |            |                    |               |
| |                           |            |                    |               |
| Classement général |                           |            |                    |               |
| Coureur | Coureur                   | Pays       | Équipe             | Temps         |
| 1er | Lance Armstrong           | États-Unis | US Postal Service  | DQ            |
| 2e | Joseba Beloki             | Espagne    | ONCE-Eroski        | + 5 min 06 s  |
| 3e | Raimondas Rumšas          | Lituanie   | Lampre-Daikin      | + 7 min 24 s  |
| 4e | Santiago Botero           | Colombie   | Kelme-Costa Blanca | + 10 min 59 s |
| 5e | José Azevedo              | Portugal   | ONCE-Eroski        | + 12 min 08 s |
| 6e | Igor González de Galdeano | Espagne    | ONCE-Eroski        | + 12 min 12 s |
| 7e | Francisco Mancebo         | Espagne    | iBanesto.com       | + 12 min 28 s |
| 8e | Roberto Heras             | Espagne    | US Postal Service  | + 12 min 54 s |
| 9e | Levi Leipheimer           | États-Unis | Rabobank           | + 13 min 58 s |
| 10e | Carlos Sastre             | Espagne    | CSC-Tiscali        | + 14 min 49 s |

## Classements annexes
| Classement par points | Classement par points | Classement par points | Classement par points | Classement par points |
| Coureur               | Coureur               | Pays                  | Équipe                | Points                |
| --------------------- | --------------------- | --------------------- | --------------------- | --------------------- |
| 1er                   | Robbie McEwen         | Australie             | Lotto-Adecco          | 239 pts               |
| 2e                    | Erik Zabel            | Allemagne             | Telekom               | 238 pts               |
| 3e                    | Stuart O'Grady        | Australie             | Crédit Agricole       | 188 pts               |
| 4e                    | Baden Cooke           | Australie             | Fdjeux.com            | 168 pts               |
| 5e                    | Ján Svorada           | Tchéquie              | Lampre-Daikin         | 136 pts               |

| Classement par points | Classement par points | Classement par points | Classement par points | Classement par points |
| Coureur               | Coureur               | Pays                  | Équipe                | Points                |
| --------------------- | --------------------- | --------------------- | --------------------- | --------------------- |
| 1er                   | Robbie McEwen         | Australie             | Lotto-Adecco          | 239 pts               |
| 2e                    | Erik Zabel            | Allemagne             | Telekom               | 238 pts               |
| 3e                    | Stuart O'Grady        | Australie             | Crédit Agricole       | 188 pts               |
| 4e                    | Baden Cooke           | Australie             | Fdjeux.com            | 168 pts               |
| 5e                    | Ján Svorada           | Tchéquie              | Lampre-Daikin         | 136 pts               |

| Classement de la montagne | Classement de la montagne | Classement de la montagne | Classement de la montagne | Classement de la montagne |
| Coureur                   | Coureur                   | Pays                      | Équipe                    | Points                    |
| ------------------------- | ------------------------- | ------------------------- | ------------------------- | ------------------------- |
| 1er                       | Laurent Jalabert          | France                    | CSC-Tiscali               | 262 pts                   |
| 2e                        | Mario Aerts               | Belgique                  | Lotto-Adecco              | 178 pts                   |
| 3e                        | Santiago Botero           | Colombie                  | Kelme-Costa Blanca        | 162 pts                   |
| 4e                        | Lance Armstrong           | États-Unis                | US Postal Service         | DQ                        |
| 5e                        | Axel Merckx               | Belgique                  | Domo-Farm Frites          | 121 pts                   |

| Classement de la montagne | Classement de la montagne | Classement de la montagne | Classement de la montagne | Classement de la montagne |
| Coureur                   | Coureur                   | Pays                      | Équipe                    | Points                    |
| ------------------------- | ------------------------- | ------------------------- | ------------------------- | ------------------------- |
| 1er                       | Laurent Jalabert          | France                    | CSC-Tiscali               | 262 pts                   |
| 2e                        | Mario Aerts               | Belgique                  | Lotto-Adecco              | 178 pts                   |
| 3e                        | Santiago Botero           | Colombie                  | Kelme-Costa Blanca        | 162 pts                   |
| 4e                        | Lance Armstrong           | États-Unis                | US Postal Service         | DQ                        |
| 5e                        | Axel Merckx               | Belgique                  | Domo-Farm Frites          | 121 pts                   |

| Classement du meilleur jeune | Classement du meilleur jeune | Classement du meilleur jeune | Classement du meilleur jeune | Classement du meilleur jeune |
| Coureur                      | Coureur                      | Pays                         | Équipe                       | Temps                        |
| ---------------------------- | ---------------------------- | ---------------------------- | ---------------------------- | ---------------------------- |
| 1er                          | Ivan Basso                   | Italie                       | Fassa Bortolo                | 77 h 45 min 39 s             |
| 2e                           | Nicolas Vogondy              | France                       | Fdjeux.com                   | + 11 min 39 s                |
| 3e                           | Christophe Brandt            | Belgique                     | Lotto-Adecco                 | + 46 min 33 s                |
| 4e                           | Sylvain Chavanel             | France                       | Bonjour                      | + 49 min 35 s                |
| 5e                           | Haimar Zubeldia              | Espagne                      | Euskaltel-Euskadi            | + 53 min 49 s                |

| Classement du meilleur jeune | Classement du meilleur jeune | Classement du meilleur jeune | Classement du meilleur jeune | Classement du meilleur jeune |
| Coureur                      | Coureur                      | Pays                         | Équipe                       | Temps                        |
| ---------------------------- | ---------------------------- | ---------------------------- | ---------------------------- | ---------------------------- |
| 1er                          | Ivan Basso                   | Italie                       | Fassa Bortolo                | 77 h 45 min 39 s             |
| 2e                           | Nicolas Vogondy              | France                       | Fdjeux.com                   | + 11 min 39 s                |
| 3e                           | Christophe Brandt            | Belgique                     | Lotto-Adecco                 | + 46 min 33 s                |
| 4e                           | Sylvain Chavanel             | France                       | Bonjour                      | + 49 min 35 s                |
| 5e                           | Haimar Zubeldia              | Espagne                      | Euskaltel-Euskadi            | + 53 min 49 s                |

| Classement par équipes | Classement par équipes          | Classement par équipes | Classement par équipes |
| Équipe                 | Équipe                          | Pays                   | Temps                  |
| ---------------------- | ------------------------------- | ---------------------- | ---------------------- |
| 1re                    | ONCE-Eroski                     | Espagne                | 232 h 44 min 54 s      |
| 2e                     | US Postal Service               | États-Unis             | + 23 min 25 s          |
| 3e                     | CSC-Tiscali                     | Danemark               | + 26 min 18 s          |
| 4e                     | iBanesto.com                    | Espagne                | + 30 min 04 s          |
| 5e                     | Cofidis-Le Crédit par Téléphone | France                 | + 35 min 43 s          |

| Classement par équipes | Classement par équipes          | Classement par équipes | Classement par équipes |
| Équipe                 | Équipe                          | Pays                   | Temps                  |
| ---------------------- | ------------------------------- | ---------------------- | ---------------------- |
| 1re                    | ONCE-Eroski                     | Espagne                | 232 h 44 min 54 s      |
| 2e                     | US Postal Service               | États-Unis             | + 23 min 25 s          |
| 3e                     | CSC-Tiscali                     | Danemark               | + 26 min 18 s          |
| 4e                     | iBanesto.com                    | Espagne                | + 30 min 04 s          |
| 5e                     | Cofidis-Le Crédit par Téléphone | France                 | + 35 min 43 s          |